# Campo Militar (Uruguay)
Campo Militar es una localidad uruguaya, del departamento de Canelones, y forma parte del municipio canario de Los Cerrillos.

## Ubicación
La localidad se encuentra situada en la zona oeste del departamento de Canelones, al oeste del arroyo del Juncal y junto a la ruta 36 al norte de su empalme con la ruta 47. Dista 4 km de la ciudad de Los Cerrillos.

## Población
Según el censo de 2011, la localidad contaba con una población de 299 habitantes.
| 339           | 245 | 255 | 299 |
| (Fuente: INE) |     |     |     |